# حوزه انتخابیه سوم ویسکانسین
حوزه انتخابیه سوم ویسکانسین یک حوزه انتخابیه مجلس نمایندگان آمریکا است که در ایالت ویسکانسین قرار دارد.